# Szarocin (przystanek kolejowy)
Szarocin – nieczynny przystanek kolejowy w Pisarzowicach w powiecie kamiennogórskim, w województwie dolnośląskim, w Polsce.